# Genivolta
Genivolta är en ort och kommun i provinsen Cremona i regionen Lombardiet i Italien. Kommunen hade 1 175 invånare (2018).